# 発心門王子

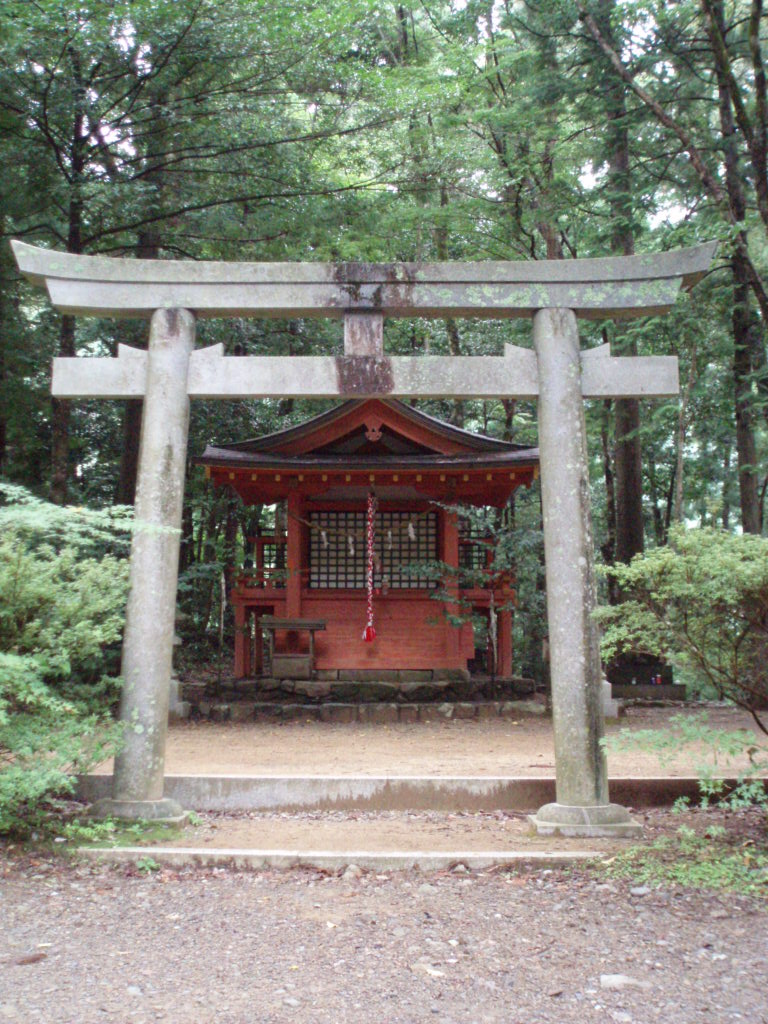
発心門王子。鳥居越しに社殿をのぞむ。

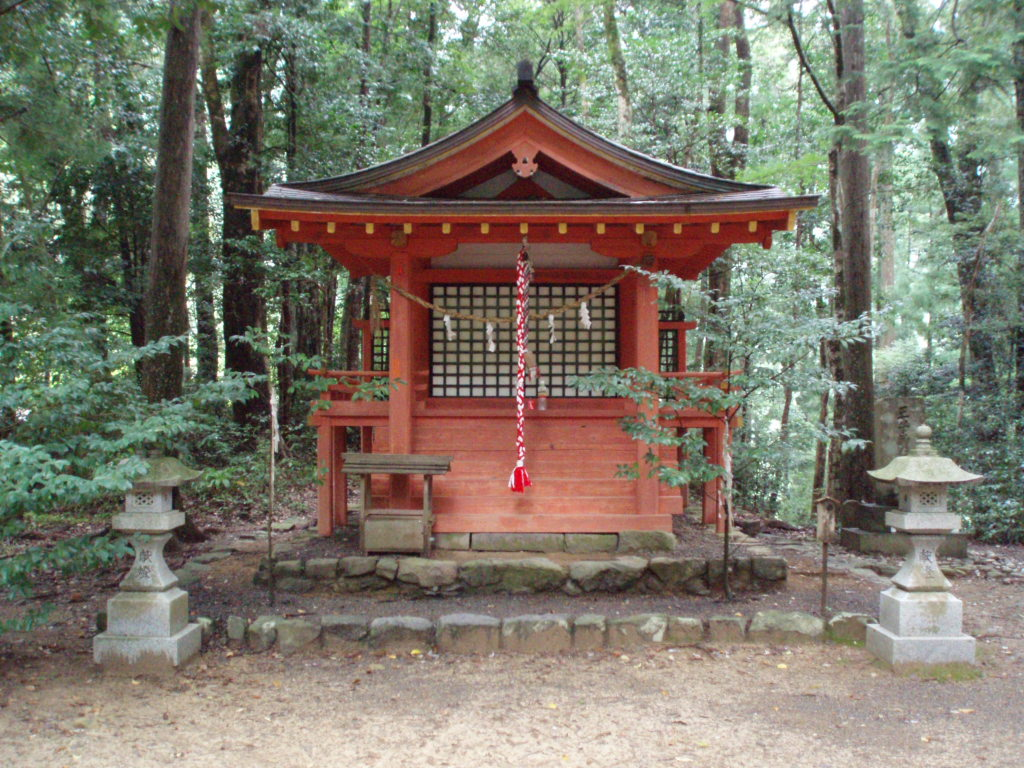
発心門王子社殿

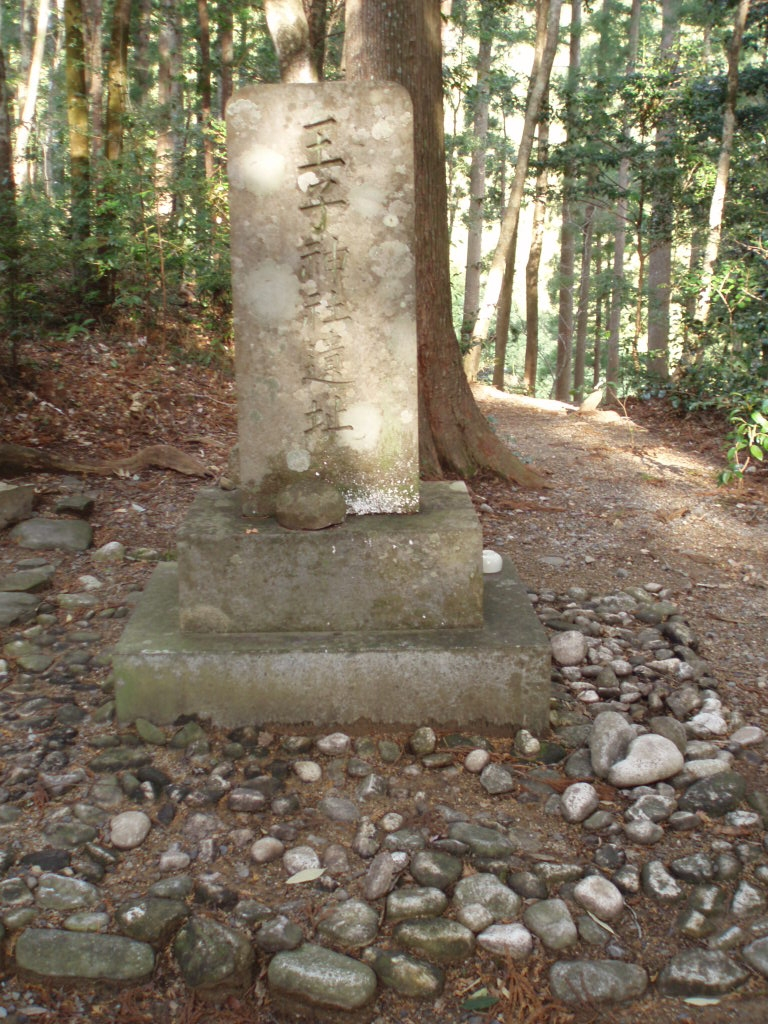
発心門王子碑

発心門王子（ほっしんもんおうじ）は和歌山県田辺市本宮町の神社旧址。九十九王子のひとつで、五体王子のひとつにかぞえられた。国の史跡「熊野参詣道」（2000年〈平成12年〉11月2日指定）の一部。南無房堂址とともに県指定史跡（1967年〈昭和42年〉4月14日）。

## 概要
三越峠から音無川源流の谷川沿いを進み、猪鼻王子を過ぎると、参詣道は坂道となり、谷を離れる。小渓流を横目にシダの茂る坂道を登りきり、鳥居（発心門）をくぐったところで、発心門王子の社地が目に入ってくる。

### 発心門とは何か
発心門と言う語は山岳信仰における四門修行に由来する。四門修行においては、山上の聖地に至る間に発心・修行・等覚・妙覚の4つの門を設け、それらを通り抜けることによって悟りが開かれると説かれた。このとき、発心とは発菩提心、すなわち仏道に入り、修行への志を固めることを意味する。すなわち、発心門とは聖域への入り口を意味しているのである。
天仁2年（1109年）の藤原宗忠の参詣記は、ここに大鳥居があり、参詣の人々はその前で祓いをして鳥居をくぐったと伝えている。発心門とは本来は字のごとく楼門であるが、ここでは鳥居であり、そのそばにあったことから発心門王子の名が与えられた。

### 建仁参詣記
この発心門王子の古くの様子を詳しく伝えるのが、建仁元年（1201年）の藤原定家の参詣記である。定家ら後鳥羽院の一行の参詣は晩秋から初冬にかけてである。定家が伝えるところによれば、この王子の社は思わず信心をかきたてられるほどに神々しく、さらに社殿の周囲にすきまなく生い繁った木々がみな紅葉し、風が紅葉を舞い散らして境内に散る、荘厳で美しいさまを伝えている。

### 近世から近代にかけて
このように12世紀はじめには知られるようになった発心門王子だが、五体王子のひとつとして知られるようになるのは14世紀頃まで降り、仁和寺蔵の『熊野縁起』（正中3年〈1326年〉）に初めて五体王子として記載された。その後、熊野詣の衰勢とともに退転したと見られ、元禄年間に著された地誌『紀南郷導記』（1688年？～1703年？）は、発心門は昔の門の跡で、他にも4つの門がそろっていたとする説を唱えている。だが、4つの門がそろっていたとする説を裏付ける記録は他に見当たらず、江戸時代に盛んになった修験道の知識が事後的に付会されたものであろう。
さらに時代がくだって、『紀伊続風土記』 （文化3年〈1806年〉～天保10年〈1839年〉）は、かつては重要な社であったが中世には既に退転しており、享保年間（1716年～1736年）に当時の紀州藩の命令で再建され、本宮大社の末社となったと伝えている。しかし、その頃には、湯の峰と三越峠を直結する赤木越にメインルートがすでに移っており、再び寂れていった。なお、『続風土記』には発心門の鳥居の位置が中世と近世では異なり、移動させられていることをうかがわせる記述がある。
1907年（明治40年）に、本宮町萩の三里神社に合祀廃絶され、その際に社殿として移築されたとの記録があることから、社殿は残っていたようである。この合祀に際して王子神社遺址の石碑が建てられ、現存している。現在の社殿は1990年（平成2年）に再建されたものである。

## 南無房堂址
南無房堂（なむぼうどう）または南無房宅（なむぼうたく）。発心門王子の後方あった尼庵で、定家はここに宿をとっている。道中の宿所の悪さに悩まされた定家もここではまともな宿所を得られたことを喜んでいる。この頃の参詣者の習俗として、堂社に落書きをすることがしばしば行われており、定家も発心門の柱や堂に歌を書き付けたが、後から南無房がそうした参詣者の振舞いを嫌っていると知って、ばつの悪い思いをしている。現在は、台地状の土地がわずかに整えられ、説明版が立てられている。

## 交通機関
- JRきのくに線紀伊田辺駅より龍神自動車路線バスで約2時間30分、終点｢発心門王子｣下車後、徒歩5分～10分程
- 新宮駅より奈良交通・熊野御坊南海バス・明光バスの路線バスで1時間30分、「本宮大社前」で下車後、龍神自動車の路線バス｢発心門王子｣行きに乗り換えて約15分

## 所在地
- 和歌山県田辺市本宮町三越字上久保1652

## 注
1. 1 2  田辺市教育委員会. “田辺市の指定文化財　－記念物－”. 2009年3月20日閲覧。
2. 1 2  熊野路編さん委員会[1973: 132]
3. 1 2 3 4 5 6  平凡社[1997: 740]
4. 1 2  西[1987: 162]